# 橫濱媽祖廟
橫濱媽祖廟（日语：横浜媽祖廟），位於神奈川縣橫濱市中區，為主祀媽祖的廟宇。是日本第一座妈祖庙。

## 概要
2006年（平成18年）3月17日，為了紀念橫濱開港150周年，橫濱媽祖廟在橫濱中華街正式落成開廟。廟址與明治時代的清朝領事館舊址「山下小公園」鄰接。湄洲妈祖祖庙董事长林金榜、横滨市市长中田宏、中国驻日使馆总领事于淑媛均出席了开庙仪式。媽祖廟台南市祀典大天后宮则协助参与了开庙仪式。
橫濱媽祖廟由当地华人华侨集资修建。2006年1月，当地侨团在开庙前专程亲赴妈祖故里福建莆田湄洲岛，请湄洲妈祖祖庙法师为主神像、分神像以及其余一百多个小妈祖像开光分靈。

## 塑像与建筑
中华街建筑总设计师日籍华人中山严担当建筑的设计师。他在参考了闽台两地的妈祖庙风格后，决定了建筑的风格。横滨妈祖像由莆田市妈祖祖庙附近的涵江丹桂工艺厂生产。土木由日本建筑会社完成，雕刻装饰等工艺美术则由八位福建的工艺师和四位来自台湾的技师完成。

## 媽祖信仰
横滨在1850年后，有许多华人来到横滨定居，妈祖信仰也随之兴盛。在二战前，妈祖像曾借居竖立于横滨关帝庙内以供华人华侨一同祭拜，但妈祖像随关帝庙毁于战火。

## 廟內
廟內有媽祖像與兩尊鬼神像，即「順風耳」與「千里眼」。正殿前由1號到5號，總共有五座香爐。廟方為香客提供一組五柱的線香。第一爐為「玉皇大帝」，即天公爐，第二爐為「天上聖母」，第三爐為「註生娘娘」「臨水夫人」，第四爐為「月下老人」「文昌帝君」，第五爐為「福德正神」。

## 宗教活動
| ※以下以農曆為準。 - 1月 - 農曆新年倒數・鑽轎腳（神輿くぐり） - 2月 - 燈籠祭 - 3月 - 23日：媽祖祭 - 7月 - 7日：良緣祭 |

## 參觀費・參觀時間
- 開門時間為9點至19點，全年無休。免費參觀[8]。

## 關連項目
- 媽祖
- 横浜中華街
- 大天后宮
- 东京妈祖庙
- 聖天宮

## 外部連結
- 横濱媽祖廟 （页面存档备份，存于）